# Brejo Alegre
Brejo Alegre é um município brasileiro do estado de São Paulo. Sua população estimada pelo IBGE em 2024 era de 2.605 habitantes.

## História

### Formação territorial-administrativa
Histórico da formação do município:
- Distrito criado com sede no povoado de mesmo nome, município de Coroados, e território desmembrado do distrito sede deste município, pelo Decreto-Lei nº 14.334, de 30/11/1944.
- Município criado pela Lei nº 8.550, de 30/12/1993.

## Geografia
Localiza-se a uma latitude 21,17 Sul e a uma longitude 50,18 Oeste. Possui uma área de 104,822 km e uma altitude de 390 metros.

## Demografia

### População
| Crescimento populacional                             | Crescimento populacional | Crescimento populacional | Crescimento populacional |
| Ano                                                  | População Total          |                          | %±                       |
| ---------------------------------------------------- | ------------------------ | ------------------------ | ------------------------ |
| 2000                                                 | 2 308                    |                          | —                        |
| 2010                                                 | 2 573                    |                          | 11,5%                    |
| 2022                                                 | 2 565                    |                          | −0,3%                    |
| Est. 2024                                            | 2 605                    | [ 7 ]                    | 1,6%                     |
| Fontes: Censos Demográficos IBGE e Estimativas SEADE |                          |                          |                          |

### Dados demográficos
Dados do Censo - 2000
População Total: 2.308
- Urbana: 1.781
- Rural: 527
- Homens: 1.194
- Mulheres: 1.114

Densidade demográfica (hab./km²): 22,02
Mortalidade infantil até 1 ano (por mil): 16,36
Expectativa de vida (anos): 70,96
Taxa de fecundidade (filhos por mulher): 3,22
Taxa de Alfabetização: 84,01%
Índice de Desenvolvimento Humano (IDH-M): 0,748
- IDH-M Renda: 0,656
- IDH-M Longevidade: 0,766
- IDH-M Educação: 0,822

(Fonte: IPEADATA)

## Infraestrutura

### Comunicações
O sistema de telefones automáticos, assim como o sistema de discagem direta à distância (DDD) com o código de área (0186), foram implantados pela Telecomunicações de São Paulo (TELESP).
Na década de 90 o código DDD da cidade foi alterado para (018), para padronização do sistema telefônico com a telefonia celular que estava sendo implantada em todo o estado.

## Religião
O Cristianismo se faz presente na cidade da seguinte forma:

### Igreja Católica
- A igreja faz parte da Diocese de Araçatuba.[15]

### Igrejas Evangélicas
- Assembleia de Deus Ministério do Belém.[16][17]
- Congregação Cristã no Brasil.[18]